# Tiếp thị địa phương
Tiếp thị địa phương (tiếng Anh: Marketing Places) là một bộ phận các giải pháp thực hiện chiến lược phát triển kinh tế của địa phương. Đó là những hoạt động nhằm trình bày, giới thiệu, quảng bá hình ảnh của một địa phương nhắm thu hút nhà đầu tư, kinh doanh, những người du lịch, những cư dân đến địa phương đó tìm những cơ hội đầu tư kinh doanh hay thoả mãn các nhu cầu tiêu dùng của mình, từ đó thúc đẩy sự phát triển kinh tế xã hội của địa phương.
Dựa trên nền tảng lý thuyết và phương pháp Marketing, nhưng không phải cho sản phẩm mà cho một địa phương. Marketing địa phương đòi hỏi sự tận tâm, trách nhiệm của mọi người sống trong địa phương đó, trước hết là bộ máy chính quyền, các doanh nghiệp, đoàn thể, hiệp hội, kế đến là mọi công dân.
Xây dựng chiến lược tiếp thị địa phương là tìm cách phát huy những đặc thù riêng của địa phương mình nhằm hấp dẫn những thị trường và khách hàng muốn nhắm tới, vì thế nó phải dựa trên tiêu chí coi nhà đầu tư và khách hàng là trọng tâm. Cạnh tranh giữa các địa phương với nhau không chỉ là chất lượng sản phẩm và giá cả rẻ, mà còn cạnh tranh bằng cơ chế - chính sách, sự tận tụy - chuyên nghiệp của bộ máy nhà nước, thái độ ứng xử văn minh lịch sự của người dân, uy tín của doanh nhân và thương hiệu của doanh nghiệp.

## Khái niệm địa phương và phát triển kinh tế địa phương
Thập niên 1990 có rất nhiều bài viết nói về địa phương. Mỗi bài viết có đều có cách lý giải khác nhau về các khía cạnh chính trị, kinh tế, công nghệ và thương mại có tác động như thế nào đến địa phương trong bối cảnh một nền kinh tế thế giới đang biến đổi nhanh chóng. Các tác giả và bài viết của họ có chung quan điểm là xét theo trật tự thế giới, phạm trù quốc gia đang trên đà tuột dốc. Sự sụp đổ bức tường Béc-lin dẫn đến sự khủng hoảng của chủ nghĩa xã hội đã đẩy nhanh sự chiến thắng của thị trường và các lực lượng toàn cầu. Cuộc cách mạng thông tin do công nghệ đã gia tăng tốc độ thay đổi bằng cách giảm thiểu những rào cản truyền thống về sự cách biệt và sự can thiệp của các quốc gia. Nơi nào trước đây các lãnh thổ từng định ra luật lệ cho hoạt động kinh tế và phát triển địa phương, thì nay ở nơi đó một trật tự thế giới mới – tuy thống nhất nhưng lại mang tính cạnh tranh địa phương – định ra luật lệ. Bây giờ chúng không còn quản lý được con người, hoạt động kinh tế, đầu tư và buôn bán. Trong thời đại Internet nơi mà vốn, công nghệ và ý tưởng lưu chuyển tự do giữa biên giới các quốc gia, địa phương lại nắm giữ một vai trò quan trọng mới.
Địa phương là một khái niệm tương đối trong so sánh. Đó là một vùng lãnh thổ, không phải là một quốc gia. Có nhiều việc quốc gia phải lo, phải vận hành, địa phương thì không. Có nhiều việc cấp quốc gia mới có quyền lực đó, địa phương thì không.
Theo định nghĩa của Ngân hàng Thế giới (WB, 2002) thì Phát triển kinh tế địa phương là quá trình trong đó các cơ quan nhà nước, đơn vị kinh doanh và các tổ chức phi Chính phủ cùng nhau phối hợp để tạo ra điều kiện tốt hơn cho quá trình tăng trưởng kinh tế và tạo công ăn việc làm.
Mục tiêu của Phát triển kinh tế địa phương là nhằm nâng cao chất lượng cuộc sống cho tất cả người dân trong cộng đồng.
Định nghĩa của Tổ chức Di trú quốc tế (UN – HAIBITAT, 2004): Phát triển kinh tế địa phương là quá trình tham gia của nhiều đối tượng, trong đó người địa phương từ mọi lĩnh vực cùng cộng tác để thúc đẩy hoạt động thương mại của địa phương, tạo ra nền kinh tế có sức bật bền vững. Đây là một công cụ góp phần tạo ra việc làm tốt và nâng cao chất lượng cuộc sống cho mọi người, trong đó có người nghèo và người sống bên lề xã hội.

## Đặc tính của địa phương
Một khu vực địa phương xét ở điều kiện địa lý hành chính, có thể có nhiều dạng với các mô hình mang đặc tính khác nhau tùy thuộc vào các đặc tính thị trường như du lịch, công nghiệp, thương mại dịch vụ, dân cư, văn hóa giáo dục, lao động, tôn giáo,...

## Mục tiêu của tiếp thị địa phương
Mục tiêu của tiếp thị địa phương là trả lời câu hỏi: Làm thế nào để một địa phương (tỉnh, thành phố, vùng, quốc gia, khu vực) thu hút, duy trì và phát huy được các nguồn lực quan trọng như nhân tài, vốn đầu tư, khách du lịch để đạt được các mục tiêu phát triển trong môi trường toàn cầu hóa và địa phương hóa ngày càng trở nên cạnh tranh. Mặc dù tiếp thị địa phương có nhiều điểm tương đồng so với tiếp thị một sản phẩm cụ thể, nhưng do địa phương là một loại "sản phẩm đặc biệt" nên tiếp thị địa phương có nhiều đặc trưng quan trọng. Một địa phương không chỉ là một không gian địa lý, một thị trường với một cộng đồng cư dân nhất định mà còn bao gồm các yếu tố "vô hình" như văn hóa, xã hội, lịch sử, dân tộc. Hơn nữa, vì sự tồn tại và phát triển của một địa phương có liên quan mật thiết với các địa phương xung quanh nên địa phương dưới góc nhìn tiếp thị không bị giới hạn bởi địa lý hành chính mà bao gồm cả những vùng ảnh hưởng xung quanh. 

## Sự khác biệt giữa tiếp thị địa phương và tiếp thị sản phẩm bình thường
- Địa phương được xem như một sản phẩm để tiếp thị nhưng không phải là một sản phẩm cụ thể.
- Tiếp thị địa phương là giới thiệu tiềm năng tổng hợp, cơ hội làm ăn, khả năng cung ứng các loại sản phẩm vật chất, tinh thần,... cho khách hàng.
- Những khách hàng khác nhau có những nhận dạng khác nhau về một địa phương.
- Sự tiếp nhận khách hàng hay ngành nghề nào đó có thể làm thay đổi vị thế của địa phương theo hướng khác nhau (ưu hay nhược). Do đó cần phải có một quy hoạch phát triển tổng hợp dài hạn cho địa phương.

## Các công cụ để tiếp thị địa phương
Quảng bá hình ảnh bằng các phương tiện thông tin, truyền thông, giao tiếp truyền khẩu của con người, bằng sản phẩm hàng hóa của địa phương đó. Tổ chức các hoạt động tại địa phương để lôi kéo khách hàng đến địa phương bằng sự kiện lịch sử, con người, sự kiện thời sự đang hay sẽ diễn ra.

## Quy trình tiếp thị địa phương
- Đánh giá hiện trạng địa phương
- Xây dựng tầm nhìn và mục tiêu phát triển
- Thiết kế các chiến lược tiếp thị
- Hoạch định chương trình thực hiện tiếp thị
- Thực hiện và kiểm soát

## Các yếu tố quyết định sự thành công của tiếp thị địa phương
- Xây dựng thương hiệu
- Trách nhiệm và hiểu biết về vai trò tiếp thị địa phương
- Biết sử dụng công nghệ thông tin để thực hiện kế hoạch tiếp thị
- Biết liên kết mọi khả năng, mọi ngành, mọi địa phương để tạo ra sự đa dạng và hỗ trợ lẫn nhau, bổ sung cho nhau
- Phải có sự đào tạo lực lượng lao động, nhân tài và chú ý đến tố chất thành phần dân cư